# Histotainment
Histotainment (aus englisch History ‚Geschichte‘ – und Entertainment), auch Historytainment, ist ein Kofferwort für die Vermengung von historischer Information mit Unterhaltung. Die Begriffswahl erfolgt analog zu Infotainment (aus Information und Entertainment). Die Wortbildung „Histotainment“ birgt durch ihre Ähnlichkeit mit Begriffen wie Histologie oder verwandten Begriffen die Gefahr von Missverständnissen.
Histotainment bezeichnet also eine Verbindung von Bildung und Unterhaltung im Bereich Geschichte. Sie kann die Vermittlung geschichtlicher Kenntnisse erleichtern und den fiktionalen Unterhaltungsangeboten historische Plausibilität unterlegen.

## Entwicklung
Histotainment existiert seit dem 19. Jahrhundert in historischen Romanen, Dramen und Historiengemälden. Seit der ersten Hälfte des 20. Jahrhunderts fanden historische Hörspiele und Historienfilme ein noch breiteres Publikum. Auch Reenactments wie Mittelaltermärkte, Ritterspiele oder die Nachstellung von Schlachten haben bereits eine lange Tradition.
Durch die Möglichkeiten der elektronischen Datenverarbeitung und der Verbreitung über elektronische Medien gewinnt Histotainment seit rund 50 Jahren zusätzlich an Bedeutung. Die elektronische Datenverarbeitung ermöglicht die rasche Rekonstruktion verschwundener Objekte in 3D, die Manipulation historischen Datenmaterials und die Verbindung von realen Objekten und rekonstruierten Bildern (Virtuelle Realität, Augmented Reality). Es entstanden Mischformen wie Features, Dokudramen und Doku-Soaps mit historischen Inhalten. In vielen Computerspielen werden Geschichte und Action verbunden.
Die Verbreitung über elektronische Medien erweitert den Adressatenkreis: Über die Sozialen Medien und portable Geräte kann Histotainment jederzeit und überall zugänglich gemacht werden. Histotainment spielt also in der öffentlichen Geschichtsvermittlung und in Public History eine große Rolle. Sie beeinflusst das Geschichtsbild einer großen Zahl von Menschen. Diese Rolle wird kontrovers diskutiert.

## Stärken
Bisher der Anschauung entzogene, vergangene Sachverhalte, Objekte und Personen können dank Histotainment lebendig und unterhaltsam dargestellt werden. Computerspiele ermöglichen dem Publikum sogar die Interaktion mit ihnen. Dies erhöht die Motivation für den Umgang mit Vergangenheit, die Neugier auf Geschichte sowie den Spaß am historischen Lernen. Konkret werden folgende Stärken von Histotainment aufgezählt:
- Förderung von Empathie mit Personen und Situationen aus der Vergangenheit, dadurch, dass diese lebendiger vergegenwärtigt und an die Lebenswelt des Publikums herangeführt werden.
- Die Personalisierung abstrakter historischer Vorgänge, indem auch Menschen, die in der „großen“ Geschichte nicht auftauchen, als Hauptpersonen dargestellt oder gar Spielfiguren dargeboten werden, zeigt deren Handlungsmöglichkeiten und generell die Offenheit der jeweiligen vergangenen Gegenwart auf.[3]
- Die Konfrontation mit vergangenen fremden Milieus und Welten kann das interkulturelle Verständnis fördern.
- Die Interaktion des Publikums mit elektronischen Medien steigert die Motivation.
- Histotainment ermöglicht Unterhaltung und Spaß und vermag damit vergangene Geschichte in einem breiten Publikum zum Leben zu erwecken. Davon profitieren auch die historische Forschung und Wissenschaft.

## Schwächen
Von der Geschichtswissenschaft wird Histotainment auch kritisch beurteilt, weil mit den darin enthaltenen Rekonstruktionen historische Korrektheit suggeriert wird, obwohl das Gezeigte mit der empirisch belegbaren Wirklichkeit von Geschichte oft wenig zu tun hat. Konkret werden Histotainment folgende Schwächen vorgeworfen: 
- Banalisierung: Histotainment reduziert Geschichte auf ein vereinfachtes Bild der Vergangenheit. Sie vermittelt oft unreflektierten Fortschrittsglauben und nimmt Anachronismen in Kauf.
- Die Quellen, insbesondere die Zeitzeugen/Zeitzeuginnen, werden verkürzt dargestellt oder falsch inszeniert, zudem unkritisch eingesetzt.
- Die Kommerzialisierung beeinflusst Histotainment-Produkte in einer einseitigen Richtung, die nicht den Prinzipien von Public History oder Geschichtsdidaktik entspricht.

## Beispiele

### Beispiele von historischen Romanen
→ Wikipedia-Artikel Historischer Roman

### Beispiele von Historienfilmen
→ Wikipedia-Artikel, Liste

### Beispiele von Geschichtsabenteuern im Gelände und von Geschichtslehrpfaden
- Sagen- und Geschichtslehrpfad der Dörfer Ehra-Lessien in Deutschland: Der 22 Kilometer lange, naturnahe Rundweg führt zu sagenumwobenen, geschichtsträchtigen Orten um die Ortschaft Ehra-Lessien im Landkreis Gifhorn.
- Geschichtslehrpfad in Flaas in Italien
- Abenteuerpfade im Seetal in der Schweiz: Jugendliche versetzen sich in die Steinzeit bzw. Römerzeit und erleben ein fiktives, von archäologischen und historischen Fakten abgeleitetes Abenteuer.
- 1798 Stansstad: Franzoseneinfall in Nidwalden in der Innerschweiz: Geschichte der Unterwerfung der Innerschweiz im Zusammenhang mit der Konstituierung der Helvetischen Republik in der Schweiz unter französischem Druck; Erlebniswege am Bürgenstock.
- Zeitfenster.de an verschiedenen Standorten in Deutschland: Mit einer App auf iPhone/iPad können in aktuellen Gebäuden historische Ereignisse entdeckt und teilweise erforscht werden.

### Beispiele von Museen mit ausgeprägten Histotainment-Konzepten
- Deutsches Auswandererhaus, Bremerhaven
- DDR-Museum, Berlin
- Bourbaki-Panorama, Luzern

### Beispiele von Computerspielen
- When We Disappear, seit 2020 (1. Kapitel)
- Valiant Hearts, seit 2014
- Die Sims Mittelalter, seit 2011
- Assassin’s Creed, seit 2007
- Crusader Kings, seit 2004
- Age of Empires, seit 1997
- Der Patrizier, seit 1992
- Sid Meier’s Civilization, seit 1991
- The Oregon Trail, seit 1974